# ناصر اللوزي
ناصر أحمد اللوزي (26 فبرياير 1957 - ) سياسي أردني ووزير سابق ولد في عمان ، وهو نجل السياسي ورجل الدولة الأردني أحمد اللوزي . تقلد العديد من المناصب الحكومية فشغل منصب وزير النقل (4 فبراير 1996) ووزير الأشغال العامة والإسكان من (19 مارس 1997 - 20 أغسطس 1998) وزيرا للأشغال العامة والإسكان ووزيرا للنقل من (20 أغسطس 1998- 4 مارس 1999) ، وبتاريخ 4 مارس 1999 عين وزيرا للإعلام ووزيرا للثقافة ونائب رئيس المجلس الأعلى للإعلام عام 2001. كما كان عضو في مجلس الاعيان السابع والعشرون. وهو حاصل على وسام الكوكب الأردني من الدرجة الأولى ووسام الكوكب الأردني من الدرجة الثانية .
حصل على شهادة الثانوية العامة من الكلية العلمية الإسلامية عام 1975م وبعدها التحق في دراسته الجامعية في جامعة (أرلنغتون) تكساس الأمريكية وتخرج فيها عام 1979م بعد ان حصل على بكالوريوس في الهندسة المدنية من الجامعة.

## المناصب
- رئيساً لمجلس إدارة الملكية الأردنية
- هيئة مديري شركة الملكية الأردنية الاستثمارية
- مجموعة العمل لإعادة هيكلة وتخاصية الملكية الأردنية
- مجلس إدارة شركة الشرق العربي للتأمين
- عضوية مجلس أمناء مؤسسة الملك الحسين
- عضو مجلس إدارة شركة الكابلات
- عضو مجلس إدارة البنك الأردني الكويتي
- عضو مجلس إدارة شركة حديد الأردن. [1]